# 南相馬市立小高病院
南相馬市立小高病院（みなみそうましりつおだかびょういん）は、福島県南相馬市小高区にかつて存在した市立病院である。2019年閉院、解体され、跡地に小高診療所を開所した。